# 뻐꾸기

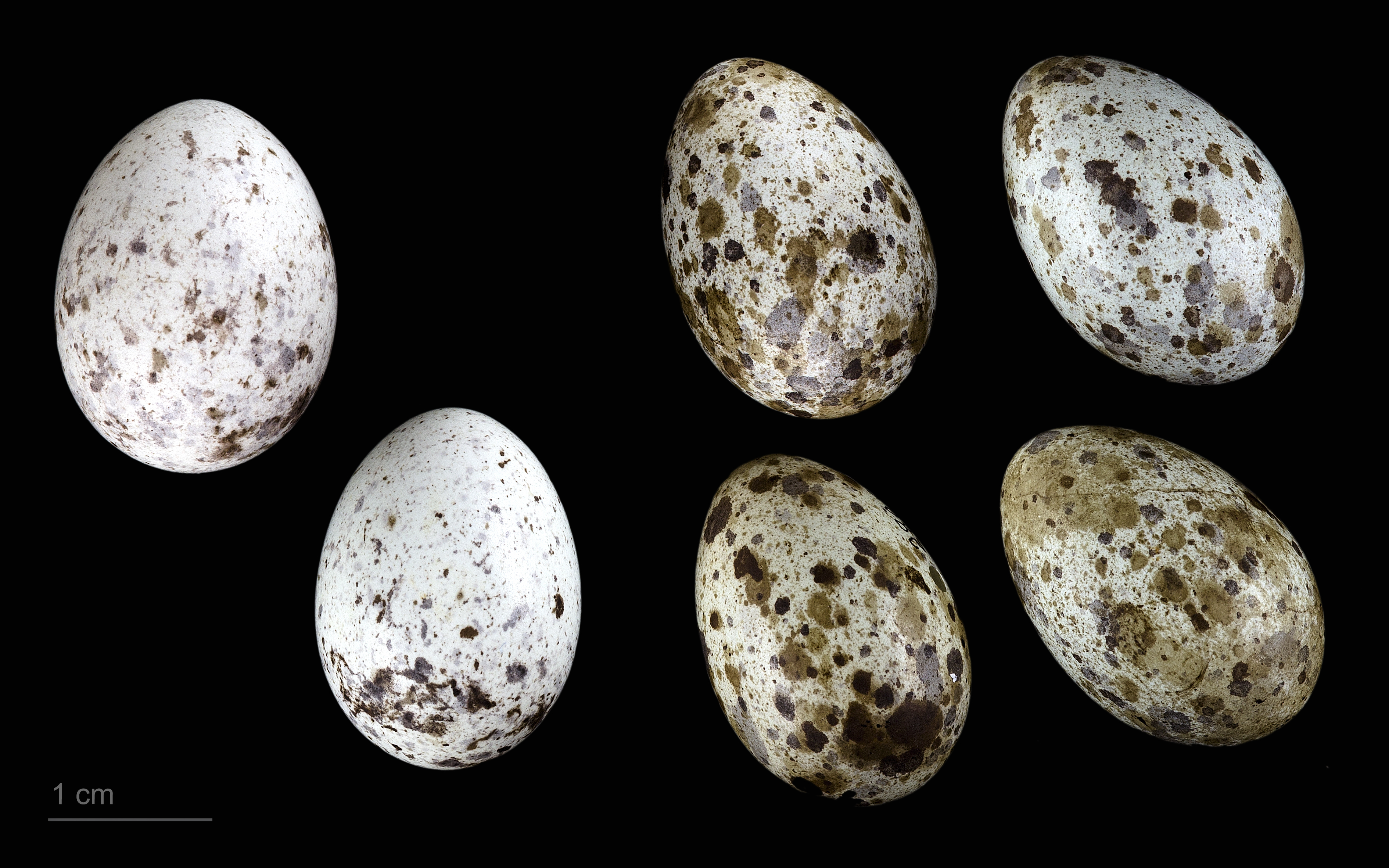
Cuculus canorus canorus + Acrocephalus arundinaceus

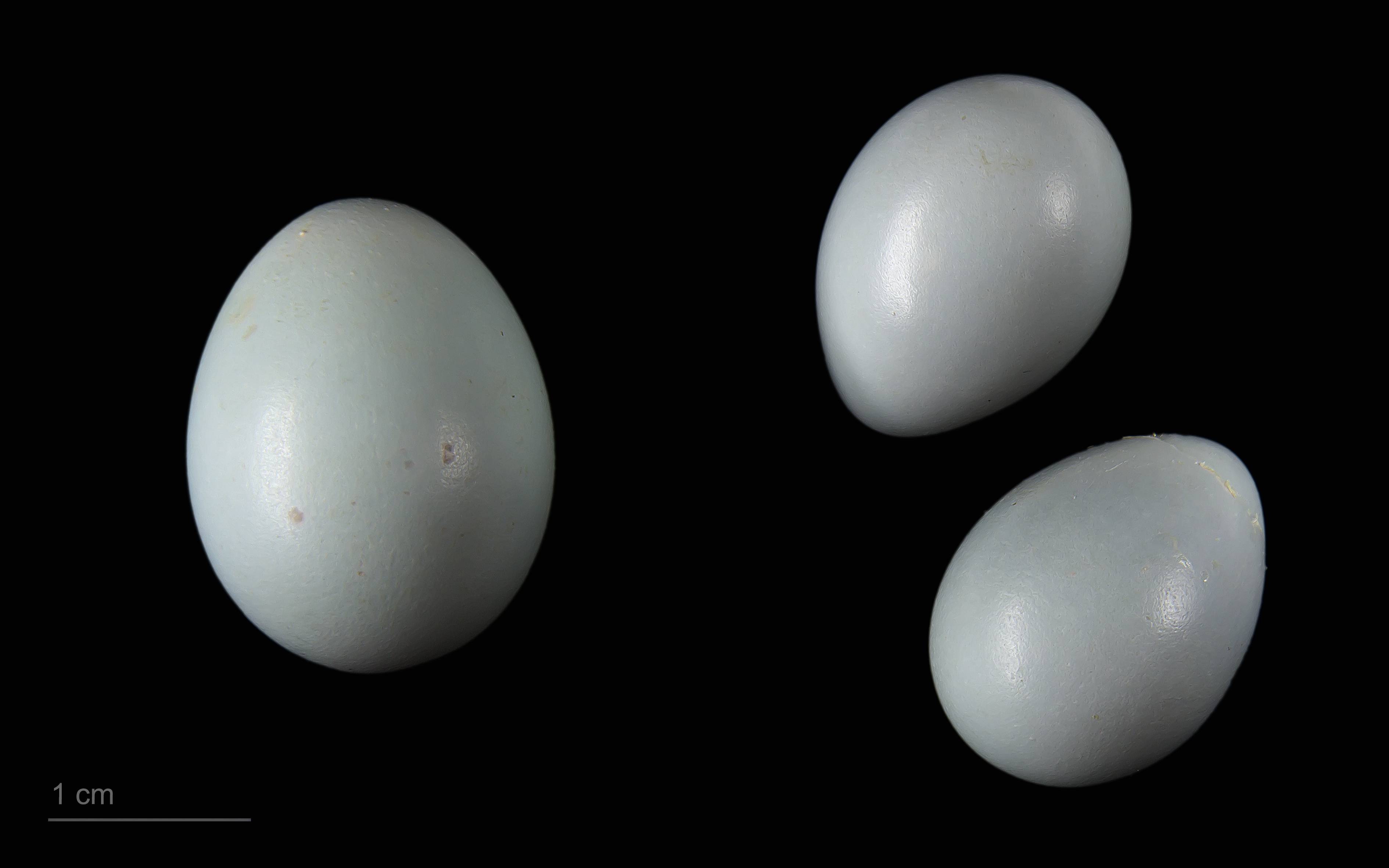
Cuculus canorus bangsi + Phoenicurus moussieri

뻐꾸기(영어: common cuckoo, 학명: Cuculus canorus 쿠쿨루스 카노루스[*])는 두견과의 새이다. 한국에서 흔히 볼 수 있는 여름철새이다. 수컷의 겨울깃은 등이 회청색이며, 아랫가슴과 배는 흰색 바탕에 어두운 갈색 줄무늬가 있다. 암컷의 여름깃과 겨울깃은 수컷과 아주 비슷하나 배는 잿빛에 갈색 줄무늬가 있으며, 윗가슴과 아랫목에는 갈색 줄무늬가 희미하게 있다. 또한 뻐꾸기는 유럽과 아시아, 그리고 아프리카의 겨울로 널리 퍼진 여름 이주민이다.

## 생활
단독으로 생활할 때가 많으며 나무 위나 전선에 잘 앉는다. 뻐꾸기의 울음소리는 뻐꾹~ 뻐꾹 하고 우는데 뻐꾸기의 울음소리는 뻐꾸기시계의 정각알림음에 사용된다. 다른 작은 새(멧새·때까치·종달새·노랑할미새·알락할미새·개개비 등)의 둥지에 알을 맡기는 탁란의 습성 때문에 번식기에는 가짜 어미새가 될 작은 새의 지저귐과 행동을 주의 깊게 관찰한다.

## 번식
산란기는 5~8월이고, 암컷은 가짜 어미새의 알 한 개를 부리로 밀어 떨어뜨리고 둥지 가장자리에 자기 알을 낳는다. 하나의 둥지에 한 개의 알을 맡기는 것이 보통이다. 암컷은 12~15개의 알을 산란하며 새끼는 알을 품은 지 10~12일 만에 부화하고, 부화한 새끼는 1~2일 사이에 같은 둥지 속에 있는 가짜 어미새의 알과 새끼를 밀어 떨어뜨린다. 가짜 어미새로부터 20-23일간 먹이를 받아먹고 둥지를 떠난 후에도 7일 동안 가짜 어미로부터 먹이를 받아먹는다. 가짜 어미새로부터 자란 뻐꾸기는 커서 알을 낳을 때 자신을 키워준 가짜 어미와 같은 종류의 새의 둥지에 알을 낳는다. 경험을 통해 그곳이 새끼가 자라기에 알맞은 곳이라는 것을 알기 때문이다. 먹이는 주로 나비, 풀무치, 메뚜기, 나방, 매미, 벌, 파리 등의 유충과 성충 및 알을 먹는다.

## 한시
한시(漢詩)등에서는 미장조(迷藏鳥)라는 명칭으로 뻐꾸기 새를 가리키는 대목이 간혹 등장한다.

## 같이 보기
관련 항목
- 두견과
- 두견속

작품 및 문화
- 뻐꾸기시계
- 뻐꾸기 둥지